# Crescent (Louisiane)
Pour les articles homonymes, voir Crescent.
Crescent est une census-designated place de la paroisse d'Iberville, en Louisiane, aux États-Unis. 